# Thích Duy Lực
Thích Duy Lực (釋惟力) (5 tháng 5 năm 1923 – 8 tháng 1 năm 2000), tự Giác Khai (覺開), thế danh La Dũ (羅愈), là một dịch giả, tác giả Phật học, thiền sư người Hoa thuộc dòng Tào Động. Sư được coi là người đã chấn hưng Thiền tông Việt Nam với pháp môn Tham Thoại Đầu vào cuối thế kỷ 20. Qua việc xuất bản cuốn Đường Lối Thực Hành Tham Tổ Sư Thiền vào năm 1994, Sư có lẽ là người đầu tiên ở Việt Nam đưa ra một đường lối thực hành pháp môn Tham Thoại Đầu một cách rõ ràng. Sư còn đi giảng dạy ở khắp nơi trên thế giới vào những năm cuối đời, đặc biệt là ở Mỹ, nơi Sư kiến lập Từ Ân Thiền Đường.

## Tiểu sử

### Thời thơ ấu
Sư họ La (羅), húy Dũ (愈), pháp tự Giác Khai (覺開), pháp hiệu Duy Lực (惟力), sinh ngày 5 tháng 5 năm 1923, tại làng Long Tuyền, huyện Bình Thủy, tỉnh Cần Thơ (nay là phường Long Tuyền, quận Bình Thủy, TP. Cần Thơ). Cha tên là La Xương, mẹ tên là Lưu Thị, cả hai đều là nông dân. Năm 1930, Sư theo cha về quê sống tại làng Long Yên, huyện Phong Thuận, phủ Triều Châu, tỉnh Quảng Đông, Trung Quốc. Sau khi tốt nghiệp tiểu học, năm 1938, Sư nghỉ học theo cha trở lại Việt Nam sinh sống, trú tại tỉnh Cần Thơ. Người trong xóm hay gọi Sư là "Nấu không chín", ý nói thằng khờ.
Sư thường tranh thủ tự học trong lúc rảnh rỗi. Đến năm 26 tuổi (1948), Sư thi đậu bằng giáo viên tiếng Hoa, từng cộng tác biên soạn cho tờ báo Viễn Đông tiếng Hoa tại Chợ Lớn và được mời dạy ở các trường tiểu học tỉnh Tà Keo, Campuchia, trường Khải Trí ở Cần Thơ, trường Cái Vồn ở Vĩnh Long trong thời gian 10 năm. Năm 1958, sau khi thi lấy bằng Đông y sĩ cấp 1, Sư được mời làm đông y sĩ cho tiệm thuốc Tế Ngươn Đường Cà Mau, Minh Nguyệt Cư Sĩ Lâm tỉnh Cần Thơ để khám bệnh miễn phí cho dân trong thời gian 8 năm.
Khi làm việc ở đây, nhân duyên với Phật pháp của Sư được có cơ hội phát triển. Trong tủ sách của cư sĩ Lâm có bộ Kinh Tục Tạng gồm 150 quyển, Sư định đọc hết toàn bộ, nhưng trải qua một năm mới chỉ xem được 7 quyển. Nghĩ rằng phải cần hơn 20 năm để đọc hết bộ, nên sau đó Sư quyết định chỉ đọc phần Thiền tông. Cảm nhận được ý chỉ thiền học ứng hợp với căn cơ của mình, Sư tìm đến Pháp sư Diệu Duyên Kim Phật, trụ trì chùa Thảo Đường ở Chợ Lớn, là vị đã có nhiều năm thân cận thiền sư Lai Quả và thiền sư Hư Vân, để tham học về Tổ Sư Thiền.

### Thời kỳ xuất gia học đạo
Ngày 8 tháng 2 năm 1973, lúc này đã 50 tuổi, Sư gát bỏ mọi duyên trần, tìm đến chùa Từ Ân, quận 11, Chợ Lớn, xin xuất gia với Hòa thượng Hoằng Tu (đời thứ 51 Tào Động tông) và ở lại đây tu học thiền. Đến tháng 5 năm 1974, Sư được Bổn sư cho đi thọ Tam đàn Cụ túc giới tại giới đàn mở tại chùa Cực Lạc, Malaysia. 

Từ đó, Sư chuyên tham câu thoại đầu “Khi chưa có trời đất ta là cái gì?“. Trong cuốn Duy Lực Ngữ Lục Quyển Thượng chép về sự ngộ của Sư như sau:
"Trải qua nhiều năm, một hôm, do đọc quyển Trung Quán Luận đến câu: "Do có nghĩa KHÔNG nên thành tựu tất cả pháp", Sư đốn ngộ ý chỉ “TỪ KHÔNG HIỂN DỤNG”, lại tỏ ngộ câu “KHÔNG sanh nơi đại giác, như biển nổi hòn bọt, vô số nước hữu lậu, đều từ KHÔNG sanh khởi"  trong Kinh Lăng Nghiêm, với ý “Lấy VÔ TRỤ làm gốc” của Lục Tổ Huệ Năng; “Từ gốc VÔ TRỤ lập tất cả pháp” của Ngài Duy Ma Cật, vốn cùng một ý chỉ."

### Thời kỳ hoằng pháp
Ngày mồng 2 tháng 4 năm Đinh Tỵ 1977, thừa lệnh Hòa Thượng Bổn sư, Sư ra hoằng pháp Tổ Sư Thiền, pháp môn Tham Thoại Đầu tại Chùa Từ Ân, đường Hùng Vương, Quận 11, Thành phố Hồ Chí Minh. Đến năm 1983, tứ chúng quy tụ ngày càng đông. Phật tử theo tu học pháp Tổ Sư Thiền hơn 4000 người, mỗi lần tham dự thiền thất (7 ngày Tham Thiền) đều vượt trên 300 người.
Tháng 2 năm Kỷ Tỵ 1989, Sư nhận lời thỉnh cầu của Phật tử ở hải ngoại, được Nhà nước cho phép sang định cư tại Mỹ. Tại đây, Sư sáng lập Từ Ân Thiền Đường ở thành phố Los Angeles, California để hoằng dương thiền học. Đến tham học tại đây, có Phật tử người Âu, Á và đông nhất là kiều bào người Việt Nam.
Những năm sau đó, uy tín và đạo lực của Sư vang xa. Sư được cung thỉnh đến các nước như: Canada, Australia, Hong Kong, Đài Loan và các thiền đường tại Mỹ để giảng dạy. Tuy nhiên, Sư vẫn thường xuyên trở về Việt Nam để tiếp tục sự nghiệp thiền học mà Sư đã gầy dựng và truyền bá, cùng giảng dạy ở các tự viện Phật giáo trong thành phố Hồ Chí Minh, nơi có điều kiện mở thiền thất thỉnh cầu.
Năm Bính Tý 1996, Sư về nước thành lập một trang trại trồng rau sạch, tên là "Vườn Vô Vi", không dùng phân bón hóa học và thuốc sát trùng tại huyện Củ Chi, thành phố Hồ Chí Minh để làm kinh tế tự túc cho thiền đường. Lần lượt Sư được mời thỉnh đi đến các thiền đường ở các tỉnh thành như: Bà Rịa – Vũng Tàu, Khánh Hòa, Bình Định, Long An, Sóc Trăng, Tây Ninh... để thuyết giảng thiền học.
Năm Mậu Dần 1998, Sư được chư tôn túc Giáo hội Phật giáo Việt Nam mời làm Ủy viên Ban Hoằng pháp Trung ương, chính thức là Giảng sư của Giáo hội, được phân công thuyết giảng tại các khóa bồi dưỡng Hoằng pháp do Giáo hội tổ chức tại các tỉnh thành.
Năm Kỷ Mão 1999, Sư quyên góp từ các Phật tử ở hải ngoại, về Việt Nam thành lập phòng khám bệnh và phát thuốc miễn phí cho nhân dân tại xã An Hòa, TP Biên Hòa, tỉnh Đồng Nai (hiện nay đã trở thành Thiền Viện Duy Lực).

### Thời kỳ viên tịch
Vào 6 giờ sáng ngày 11 tháng 10 năm 1999, Sư bị một chiếc xe hơi đụng phải khi đang băng qua đường số 5, thành phố Santa Ana. Sư rơi vào tình trạng nguy kịch và được đưa vào cấp cứu tại Trung Tâm Y Khoa Irvine của Đại học California. Kể từ đó, Sư được điều trị tại phòng Hồi sức tích cực số 14. Theo bác sĩ Henry, người trực tiếp điều trị cho Hoà thượng Duy Lực, dù đã làm ngưng chảy máu và thực hiện qua một số tiểu phẩu, bệnh viện vẫn chưa thực hiện được cuộc giải phẫu lớn vì sức khoẻ Sư rất yếu.
Lúc 1 giờ 30 sáng (giờ Việt Nam), ngày 8 tháng 1 năm 2000, tức ngày mồng Hai tháng Chạp năm Kỷ Mão, Sư thị tịch tại California, Mỹ, trụ thế 77 năm, hành đạo 25 mùa Hạ. Môn đồ pháp quyến trà tỳ nhục thân Sư, phân chia xá lợi, xây Bảo tháp tôn thờ ở Từ Ân Thiền Đường và ở chùa Từ Ân, Việt Nam.

## Trước tác
Ngoài ra, Sư còn trước tác và dịch thuật từ tiếng Hán sang tiếng Việt hơn 20 loại kinh điển và ngữ lục. Lượng sách phát hành tại Việt Nam trên mấy mươi ngàn quyển, đã được xuất bản cùng tái bản nhiều lần. (Từ: Tổng kết Kinh Sách với file MP3)

### Biên dịch (từ Hán sang Việt)
- Bá Trượng Ngữ Lục và Quảng Lục
- Bửu Tạng Luận
- Cội Nguồn Truyền Thừa
- Công Án của Phật Thích Ca và Tổ Đạt Ma
- Đại Huệ Ngữ Lục
- Đại Thừa Tuyệt Đối Luận
- Duy Ma Cật Sở Thuyết Kinh
- Truyền Tâm Pháp Yếu
- Kinh Kim Cang
- Kinh Lăng Già
- Kinh Thủ Lăng Nghiêm
- Kinh Diệu Pháp Liên Hoa Yếu chỉ
- Kinh Viên Giác
- Lâm Tế Ngữ Lục
- Nam Tuyền Ngữ Lục
- Kinh Pháp Bảo Đàn
- Tham Thiền Cảnh Ngữ
- Tham Thiền Phổ Thuyết
- Thiền Thất Khai Thị Lục
- Tín Tâm Minh Tịch Nghĩa Giải
- Triệu Luận Lược giải
- Chư Kinh Tập Yếu[11]

- Yếu Chỉ Kinh Hoa Nghiêm
- Yếu Chỉ Trung Quán Luận

### Biên soạn
- Bát Nhã Tâm Kinh Lược giải
- Danh từ Thiền Học
- Đường lối thực hành Tham Tổ Sư Thiền, Thành Hội Phật Giáo, Thành phố Hồ Chí Minh, 1994.
- Duy Lực Ngữ Lục Quyển Thượng[12]
- Duy Lực Ngữ Lục Quyển Hạ[12]
- Góp Nhặt Lời Phật Tổ và Thánh Hiền
- Lược giảng Kinh Lăng Nghiêm[12]
- Lược giảng Tín Tâm Minh Tịch Nghĩa Giải [12]
- Phật Pháp với Thiền Tông
- Tâm Linh và Khoa Học trong Phật Pháp
- Vũ Trụ Quan Thế Kỷ 21
- Yếu Chỉ Phật Pháp